# Université d'État de Montclair
L'université d'État de Montclair (en anglais : Montclair State University ou MSU) est une université américaine située à Montclair dans le New Jersey.